# Tonkinmakak
Tonkinmakak (Macaca tonkeana) är en primat i familjen markattartade apor som förekommer endemisk på Sulawesi.

## Beskrivning
I motsats till andra makaker som förekommer på Sulawesi har arten kraftigare extremiteter och kortare svans. Pälsens färg är främst svartaktig, vid kinden och buken ibland brunaktig. Honor väger i genomsnitt 9 kg och hannar 15 kg.
Utbredningsområdet omfattar Sulawesis centrala delar och Togianöarna. Tonkinmakaken vistas i regnskogar i låglandet och i upp till 2 000 meter höga bergstrakter.
Individerna vistas vanligen i träd och ibland på marken. De bildar flockar med upp till 30 medlemmar som består av flera hannar och honor samt deras ungar. Födan utgörs av frukter, majskolvar, blad och gröna stjälkar samt av insekter och andra ryggradslösa djur. I övrigt är nästan ingenting känt om levnadssättet. Hybrider med andra makaker som lever på Sulawesi förekommer.
Tonkinmakaken anses av öns bönder vara ett skadedjur och dödas därför med gevär eller fällor. Dessutom jagas arten för köttets skull. I nationalparker åtnjuter makaken visst skydd. Enligt IUCN minskade beståndet med 30 procent under de senaste 40 åren (tre generationer) och arten listas som sårbar (VU). Det befaras att samma utveckling fortsätter.